# قسم رعاية المصالح في جمهورية إيران الإسلامية في الولايات المتحدة

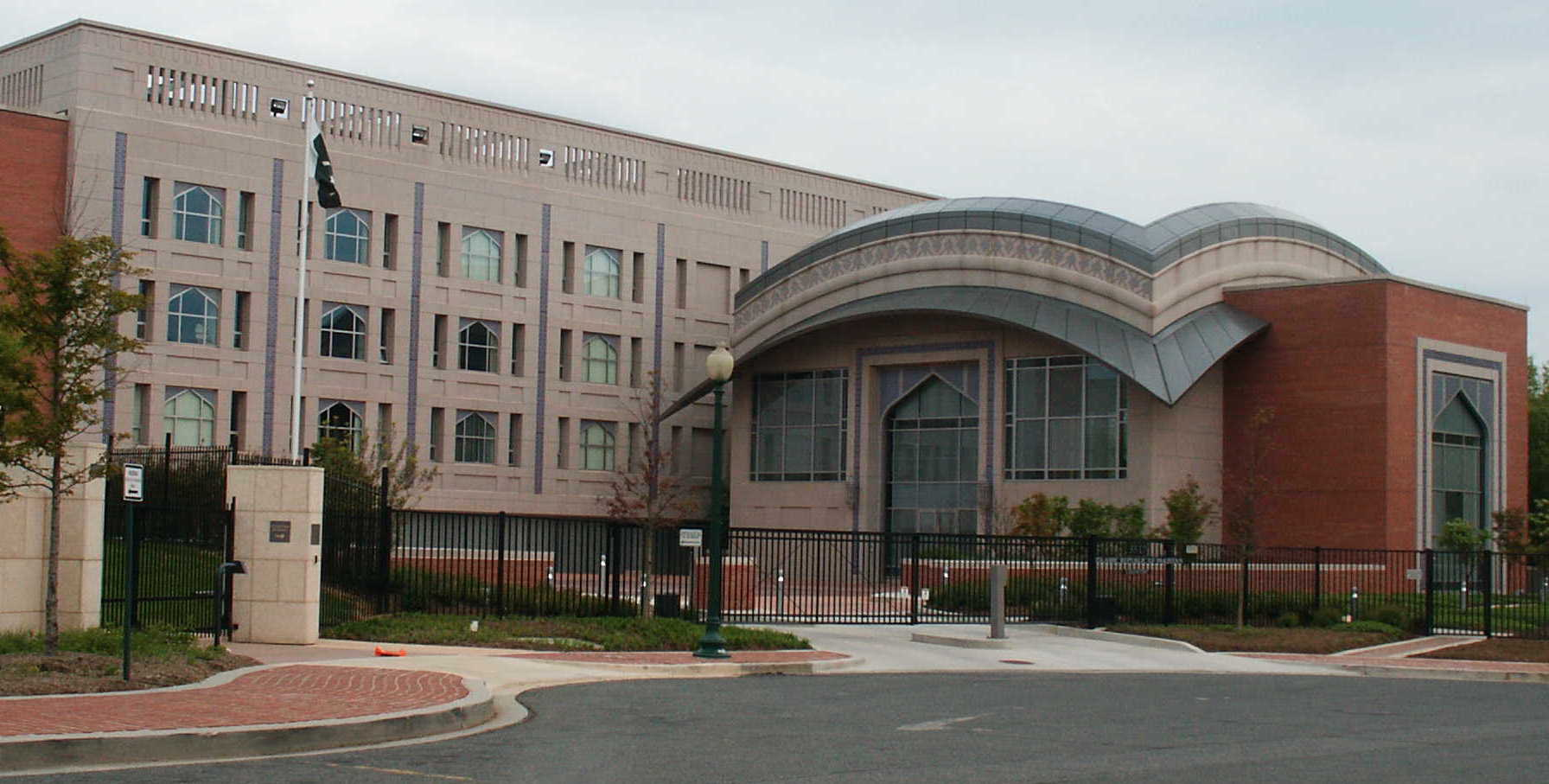
سفارة باكستان ، واشنطن

قسم رعاية المصالح في جمهورية إيران الإسلامية في الولايات المتحدة  هو جزء من السفارة الباكستانية في واشنطن العاصمة ، وهو التمثيل القنصلي الفعلي لجمهورية إيران الإسلامية في الولايات المتحدة . 
استولى طلبة إيرانيون على السفارة الأمريكية في طهران خلال 1979 الثورة الإيرانية ، مما أدى إلى قطع العلاقات الدبلوماسية بين إيران والولايات المتحدة. كجزء من اتفاقيات الجزائر لعام 1981 ، اتفق البلدان على إنشاء «أقسام مصالح» لرعاية مصالحهما في البلد الآخر. اختار كل بلد دولة ثالثة، كانت لها علاقات ودية مع كلا الجانبين، لتكون قوة الحماية لها في العاصمة الأخرى. 
استولت وزارة الخارجية الأمريكية على السفارة الإيرانية في واشنطن رداً على احتجاز إيران للسفارة الأمريكية في طهران. ونتيجة لذلك، عمل قسم المصالح الإيرانية من مكتب صغير في شارع ويسكونسن المرتبط بالسفارة الباكستانية بين عامي 1981 و 2015.  ومنذ ذلك الحين انتقلت إلى مكتب أكبر في شارع توينتي ثيرد ستريت. 
عملت الجزائر في الأصل كقوة للحماية لإيران في الولايات المتحدة. ومع ذلك، عندما أعرب القادة الإيرانيون عن دعمهم لجبهة الإنقاذ الإسلامية في يناير 1992، رفضت الجزائر الاستمرار في العمل كقوة للحماية في إيران. في مارس 1992، وافقت باكستان على تولي تفويض كقوة حماية إيران في الولايات المتحدة 
يوفر قسم المصالح جميع الخدمات القنصلية الأساسية للمواطنين الإيرانيين وإصدار التأشيرات للأجانب. منذ قطع العلاقات الدبلوماسية بين كندا في عام 2012 ، يتعامل القسم أيضًا مع الشؤون القنصلية للمواطنين الإيرانيين المقيمين في كندا. 

## مديري قسم المصالح، المتمركزة في واشنطن
هذه قائمة غير كاملة. على النحو المتفق عليه في اتفاقات الجزائر لعام 1981 ، المدير هو الدبلوماسي الإيراني الوحيد في القسم. بقية الموظفين من الموظفين الكتابيين. 
- السيد فارمارز فتحنزاد (1996)
- السيد فريبورز جانزوزان (2000)
- السيد علي جزيني درشة (2005)
- السيد مصطفى رحماني (2010)
- السيد مهدي عاطف (2015)

## قسم مصالح الولايات المتحدة في إيران
يعمل قسم المصالح الأمريكية في طهران تحت إدارة السفارة السويسرية منذ عام 1980. الخدمات للمواطنين الأمريكيين محدودة. هذا القسم غير مصرح له بتنفيذ أي خدمات متعلقة بالتأشيرة / البطاقة الخضراء / الهجرة الأمريكية. على عكس الممارسة المعتادة، لم يتم تسليم مجمع السفارة الأمريكية القديم إلى السويسريين. بدلاً من ذلك، تم تحويل جزء من السفارة إلى متحف مناهض للولايات المتحدة، في حين أن البقية أصبحت مكاتب منظمات طلابية.

## روابط خارجية
- قسم المصالح في جمهورية إيران الإسلامية - واشنطن العاصمة نسخة محفوظة 21 مايو 2019 على موقع واي باك مشين.